# 나단조 미사

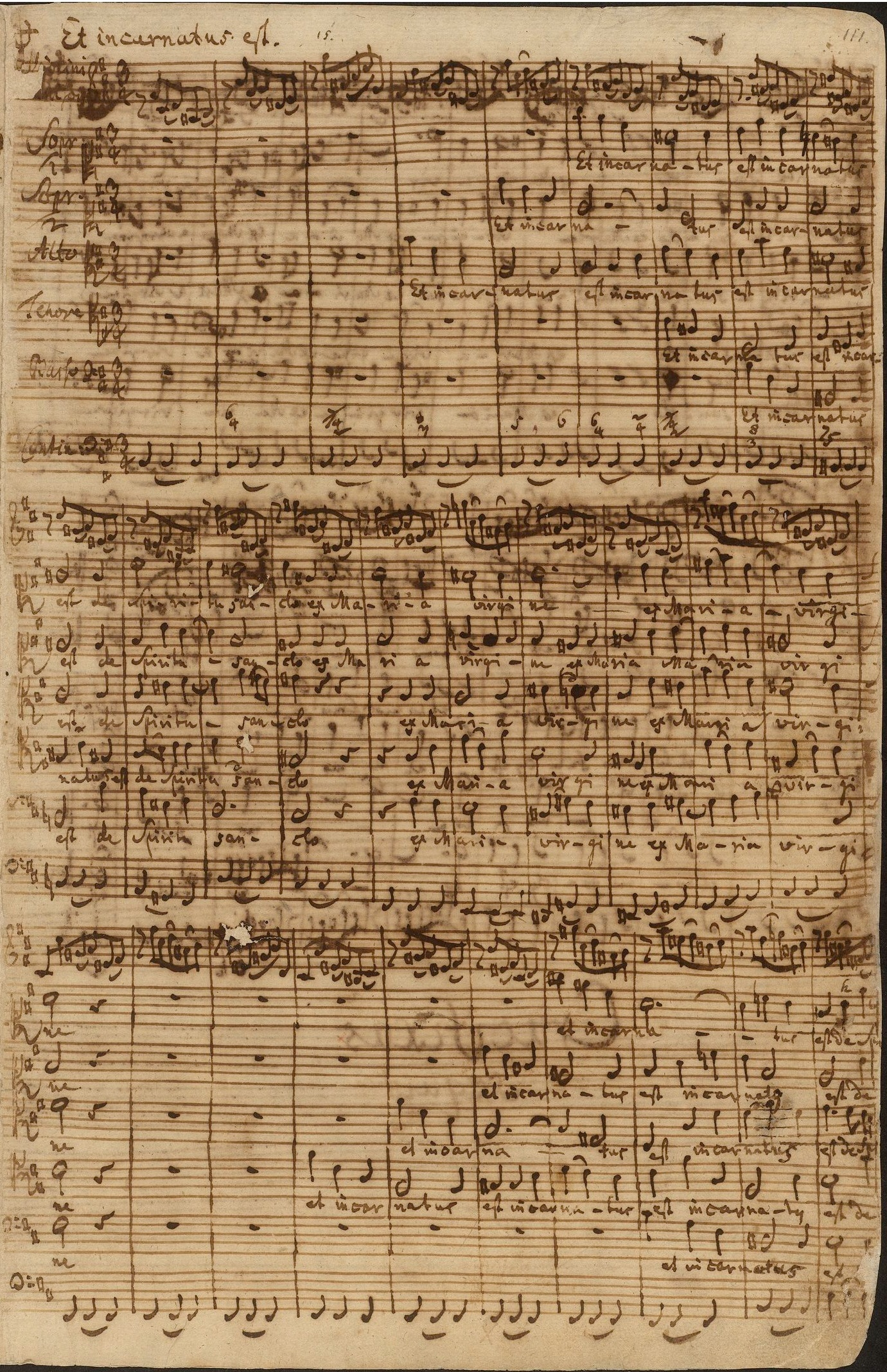

《나단조 미사 바흐 작품번호(BWV) 232》(독일어: h-Moll-Messe)는 요한 제바스티안 바흐이 작곡한 미사곡이다. 최종 형태상 로마교회의 미사 통상문 다섯 부분으로 이루어져 있으며 바흐의 작품으로서는 유일하게 로마교회의 미사 통상문 전체로 이루어진 미사 토타 (Missa tota) 형태를 가지고 있다.
바흐의 나 단조 미사는 처음부터 로마교회 미사를 위한 하나의 통일성 있는 작품으로서 구상된 것이 아니라 서로 다른 시기에 작곡된 곡들이 집대성되어 1749년에 비로소 최종적 형태로 완성에 이른 곡이다. 1724년에 "거룩하시다"(Sanctus)가 작곡되었으며, 1749년 즈음에 "나는 믿노라"(Credo)의 "육신을 입으시고"(Et incarnatus est) 부분이 최종적으로 작곡되었다. "주여, 불쌍히 여기소서" (Kyrie eleison)과 "영광이로다" (Gloria)는 1733년에 작곡되어 작센 선거후이자 리투아니아 대공으로서 폴란드 왕이 된 아우구스투스 3세에게 헌정되었다. 작센 선거후 아우구스투스 3세는 폴란드 왕위를 받기 위해서 루터교회로부터 로마교회로 개종한 바 있다. 키리에와 글로리아 두 부분으로 이루어진 형태의 짧은 미사곡은 루터교회 예배와 로마교회 미사에 공히 사용될 수 있는 것이었다.
후에 바흐는 이를 보완하여 로마교회 통상 미사로 확대하였으며 아마도 1740년대 말에 완공을 눈 앞에 두고 있던 드레스덴의 로마 카톨릭교회의 삼위일체 대성당 완공시에 연주할 곡으로 응모하려고 하였다. 하지만 성당은 예상한 시기에 완공되지 못했고, 바흐는 1750년에 작고함으로써 이 계획은 실현되지 않았다. 바흐 생전에 전체가 연주된 적이 없으며 1859년에야 비로소 처음으로 전곡이 연주되었다.
바흐는 나단조 미사 BWV 232 이외에 루터교회 예배에 사용되는 '짧은 미사곡'들을 여러 곡(BWV 233-236) 작곡한 예가 있다.

## 편성
- 성악: 소프라노2, 알토, 테너, 베이스, 혼성 합창
- 목관악기: 플루트2, 오보에 다모레2(오보에를 같이 연주), 바순2
- 금관악기: 자연 호른(라조), 자연 트럼펫(라조)3
- 타악기: 팀파니
- 현악기: 바이올린 1·2부, 비올라
- 통주저음: 첼로, 베이스, 바순, 오르간, 하프시코드

상투스 연주 시 제3오보에가 필요함.